# روپرت یانگ
روپرت یانگ (به انگلیسی: Rupert Young) (زاده ۱۶ می ۱۹۷۸) بازیگر انگلیسی است.
از کارهای معروف او می‌توان به بازی در سریال مرلین اشاره کرد.